# Christoph Willibald Gluck
Christoph Willibald Ritter von Gluck (n. 2 iulie 1714, Berching, Neumarkt in der Oberpfalz, Bavaria, Germania – d. 15 noiembrie 1787, Viena, Monarhia Habsburgică) a fost un compozitor german.
Este unul dintre compozitorii importanți de operă din cea de-a doua jumătate a secolului al XVIII-lea și primul reformator al perioadei muzicale clasice. Este cunoscut în special pentru opera Orfeu și Euridice. A fost profesorul de muzică al Mariei Antoaneta, regina Franței. Unii îl consideră părintele perioadei muzicale clasice și rococo - cel puțin în domeniul operei.

## Lucrări muzicale

### Opere
- 1741 Artaserse
- 1742 Demofoonte
- 1742 Cleonice (Demetrio)
- 1743 Il Re Poro
- 1744 Ipermnestra
- 1750 Ezio
- 1752 La clemenza di Tito
- 1754 Le Cinesi
- 1760 L'ivrogne corrigé
- 1761 Le cadi dupé
- 1762 Orfeu și Euridice (Orfeo ed Euridice)
- 1767 Alceste
- 1770 Paris și Elena (Paride ed Elena)
- 1774 Iphigénie en Aulide
- 1775 L'arbre enchanté, ou Le tuteur dupè
- 1775 Ippolito, Milano
- 1777 Armide
- 1778/79 Ifigenia în Taurida (Iphigénie en Tauride)
- 1779 Écho et Narcisse

### Balete
1. Les amours de Flore et Zéphire, Schönbrunn, 13. August 1759
2. Le naufrage, Wien 1759 (?)
3. La halte des Calmouckes, Wien 23. März 1761
4. Don Juan (Don Juan, ou Le festin de Pierre, Wien, 17. Oktober 1761 (Vorwort im Druck von Calzabigi)
5. Citera assediata, Wien, 15. September 1762 (Musik verschollen)
6. Alessandro (Les amours d’Alexandre et de Roxane), Wien, 4. Oktober 1764
7. Sémiramis, Wien, 31. Januar 1765 (Vorwort im Druck von Calzabigi)
8. Iphigénie, Laxenburg, 19. Mai 1765 (Musik verschollen)
9. Achille (in Sciro), Innsbruck, August, 1765